# Callionymus lyra
Callionymus lyra, tên thông thường là cá đàn lia thường, là một loài cá biển thuộc chi Callionymus trong họ Cá đàn lia. Loài này được mô tả lần đầu tiên vào năm 1758.

## Phân bố và môi trường sống
C. lyra có phạm vi phân bố rộng rãi ở Đông Bắc Đại Tây Dương. C. lyra xuất hiện từ phía nam Iceland và Nam Na Uy, trải rộng về phía nam, dọc theo vùng bờ biển các nước Tây Âu đến Mauritanie ở Tây Phi. C. lyra cũng đã được ghi nhận khắp Địa Trung Hải và Biển Đen. Ngoài khơi Tây Phi, C. lyra xuất hiện tại 2 vùng Azores và Madeira, và quần đảo Canary. C. lyra sống trên đáy cát, được tìm thấy ở độ sâu khoảng 440 m trở lại.

## Mô tả
Chiều dài tối đa được ghi nhận ở C. lyra là khoảng 30 cm. C. lyra là loài dị hình giới tính: vây lưng thứ nhất và thứ hai của cá đực vươn cao hơn so với cá cái, và màu sắc trên cơ thể cũng có đôi chút khác biệt. Cơ thể của chúng có màu vàng cát đến màu nâu. Lưng và hai bên thân có các đường vân màu nâu. Cá đực có các vệt xanh sáng ở hai bên thân; ngực màu xám sẫm. Mõm dài gấp 2 - 3 lần đường kính của mắt.
Trong một nghiên cứu được thực hiện ở vùng biển châu Âu, cá đực của C. lyra có tuổi đời tối đa là 5 năm và cá cái là 7 năm. Cá đực tăng trưởng nhanh và thường lớn hơn cá cái. Cá đực trưởng thành tình dục trong ngưỡng kích thước 13 – 24 cm. Thức ăn của C. lyra là các loài động vật giáp xác.
Số gai ở vây lưng: 4; Số tia vây mềm ở vây lưng: 8 - 10; Số gai ở vây hậu môn: 0; Số tia vây mềm ở vây hậu môn: 9; Số tia vây mềm ở vây ngực: 19 - 23; Số gai ở vây bụng: 1; Số tia vây mềm ở vây bụng: 5.